# Luật 10-59
Luật 10/59 là một đạo luật do chế độ Việt Nam Cộng hòa ban hành ngày 6 tháng 5 năm 1959, quy định việc "trừng phạt sự phá hoại, sự xâm phạm an ninh Quốc gia, sự xâm phạm sanh mạng hay tài sản của nhân dân" và thiết lập các Tòa án quân sự đặc biệt nhằm xét xử trong 3 ngày các "tội ác chiến tranh chống lại chế độ Việt Nam Cộng hòa".

## Hoàn cảnh

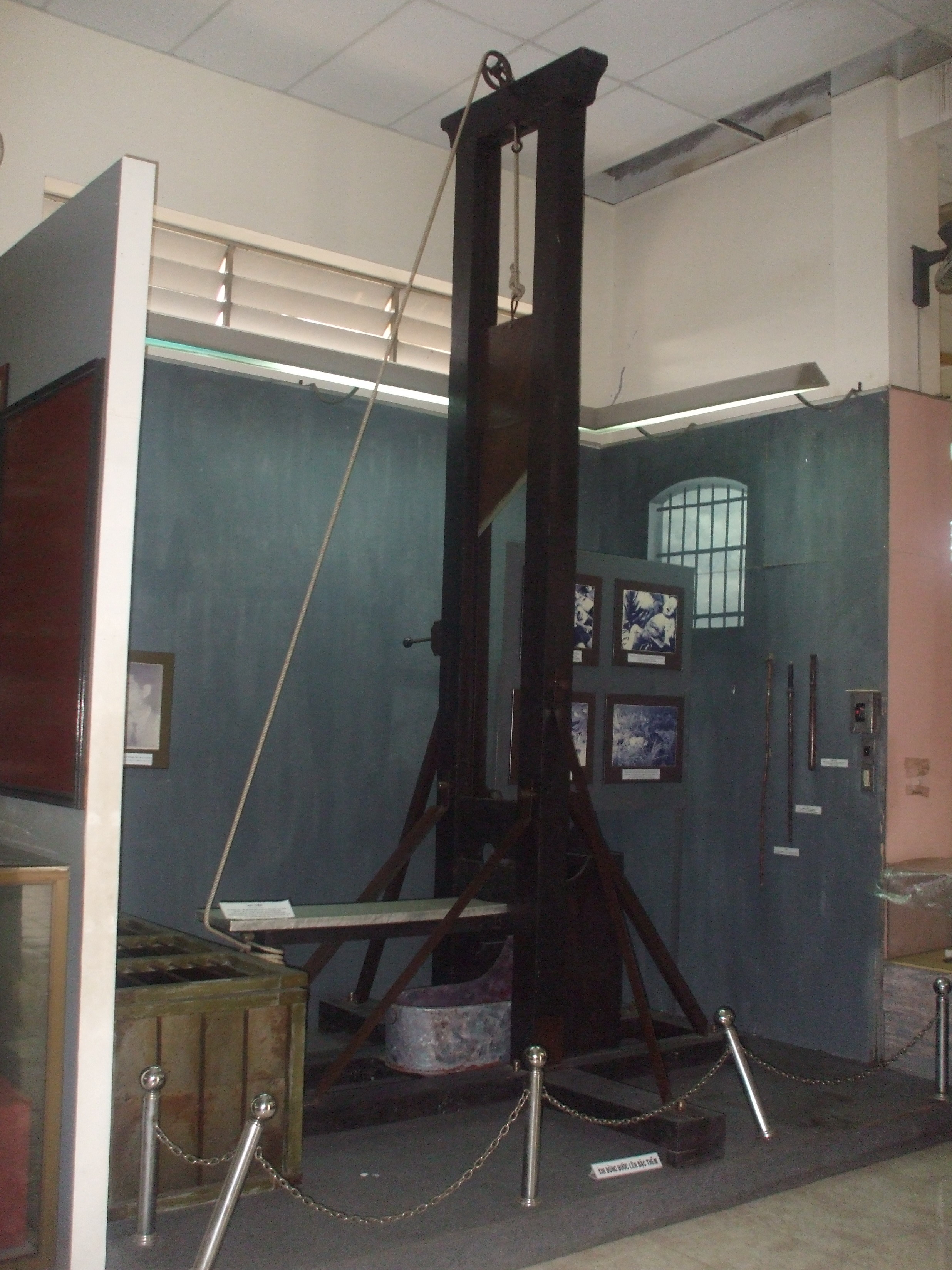
Máy chém dưới thời Ngô Đình Diệm. Hiện máy đang được trưng bày tại Bảo tàng TP. Cần Thơ, Việt Nam.

Tháng 4 năm 1959, Quốc hội Việt Nam Cộng hoà thông qua luật số 91. Luật ấy được ban hành ngày 6 tháng 5 năm 1959 mang tên "luật 10-59" về thành lập các "tòa án quân sự đặc biệt". Theo luật 10-59, bản án chỉ có hai mức: tử hình cho các tội cố sát, đầu độc hay bắt cóc; phá hoại cơ sở hạ tầng, nhà cửa, mùa màng, hầm mỏ, phương tiện vận chuyển hoặc khổ sai chung thân với các tội cướp có khí giới hoặc từ 2 người trở lên; cản trở giao thông bằng cách khủng bố, đe doạ; đe dọa giết người, ám sát; phá phiên chợ hay ngăn cản không cho họp chợ. Những người gia nhập một tổ chức hoặc giao kết với nhau, để giúp đỡ chuẩn bị hoặc thực hiện những hành vi vừa kể cũng sẽ chịu hình phạt như thủ phạm. Bộ trưởng Quốc phòng có thể ra lệnh có viện dẫn lý do để đưa bị can ra Toà án Quân sự Đặc biệt xét xử, không cần thẩm cứu; toà án Quân sự Đặc biệt sẽ nhóm họp để xét xử trong thời hạn là 3 ngày sau khi nhận được lệnh của Bộ trưởng Quốc phòng, Toà án Quân sự Đặc biệt xử chung thẩm và án văn không được thượng tố lên Toà Phá án; trong trường hợp xử tử hình, án văn chỉ được thi hành sau khi đơn xin ân xá bị bác bỏ.